# Capilloventer antarcticus
Capilloventer antarcticus är en ringmaskart som beskrevs av Erséus 1993. Capilloventer antarcticus ingår i släktet Capilloventer och familjen Capilloventridae. Inga underarter finns listade i Catalogue of Life.